# Jerzy Łukasiewicz
Jerzy Józef Łukasiewicz (ur. 1 kwietnia 1940 w Hołubli na Podlasiu, zm. 8 kwietnia 2016) – absolwent AWF w Poznaniu, nauczyciel, założyciel biura podróży „Polish Travel Quo Vadis”, współorganizator Związku Zawodowego Pilotów Turystycznych, współzałożyciel Warszawskiej Izby Turystyki, członek Rady Turystyki (przy premierze RP Jerzym Buzku), inicjator Porozumienia Regionalnych Izb Turystyki, w latach 1997-99 Przewodniczący Rady Krajowej Izb Turystyki w Polsce, założyciel Fundacji „Żyć z chorobą Parkinsona” (19 października 2004). W 1996 roku zdiagnozowano u niego Chorobę Parkinsona.

## Odznaczenia
- 1976 – Srebrny Krzyż Zasługi
- 1992 – „Za Zasługi dla Turystyki”
- 2009 – „Za Zasługi dla Kościoła i Narodu” nadany przez Prymasa Polski Józefa Glempa
- 2010 – Nagroda Fundacji Polcul Jerzego Bonieckiego (Australia) przyznana za zorganizowanie i prowadzenie Fundacji „Żyć z chorobą Parkinsona”